# 전라남도 보건환경연구원
전라남도 보건환경연구원(全羅南道 保健環境硏究院, Jeollanam-do Institute of Health and Environment)은 전라남도의 보건과 환경에 관한 사무를 관장하기 위하여 전라남도청 산하에 설치된 직속기관이다.
보건환경연구원장은 지방보건연구관이나 지방환경연구관으로 보한다.

## 연혁
- 1950년 1월 3일: 전라남도위생연구소 설치
- 1963년 2월 15일: 전라남도 위생시험소로 변경
- 1976년 4월 30일: 전라남도 보건연구소로 변경
- 1987년 12월 21일: 전라남도 보건환경연구소로 변경
- 1991년 5월 23일: 전라남도 보건환경연구원으로 변경

## 조직
원장
- 관리팀
- 연구부